# Puzieux (Moselle)
Pour les articles homonymes, voir Puzieux.
Puzieux est une commune française située dans le département de la Moselle en région Grand Est.

## Géographie

### Communes limitrophes
| Alaincourt-la-Côte |         | Xocourt |
|                    | Puzieux |         |
| Craincourt         |         | Delme   |

### Hydrographie
La commune est située dans le bassin versant du Rhin au sein du bassin Rhin-Meuse. Elle est drainée par le ruisseau de Saint-Jean et le ruisseau le Petit.
Le ruisseau de Saint-Jean, d'une longueur totale de 15,8 km, prend sa source dans la commune de Fresnes-en-Saulnois et se jette  dans la Seille en limite d'Thézey-Saint-Martin et de Craincourt, face à Létricourt, après avoir traversé neuf communes.

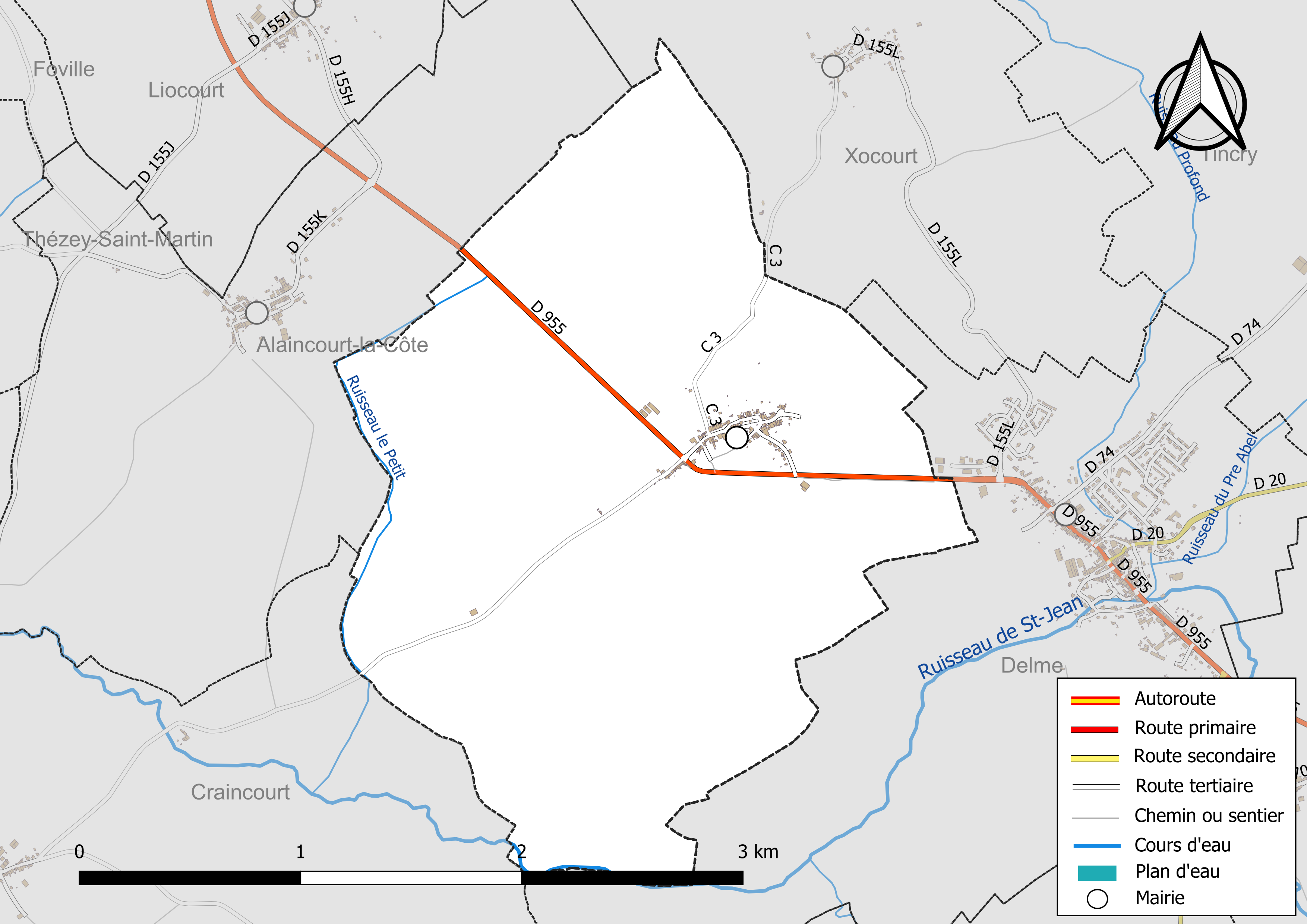
Réseaux hydrographique et routier de Puzieux.

La qualité des eaux des principaux cours d’eau de la commune, notamment du ruisseau de Saint-Jean, peut être consultée sur un site spécial géré par les agences de l’eau et l’Agence française pour la biodiversité.

### Climat
Pour des articles plus généraux, voir Climat du Grand Est et Climat de la Moselle.
En 2010, le climat de la commune est de type climat océanique dégradé des plaines du Centre et du Nord, selon une étude du Centre national de la recherche scientifique s'appuyant sur une série de données couvrant la période 1971-2000. En 2020, Météo-France publie une typologie des climats de la France métropolitaine dans laquelle la commune est exposée à un climat semi-continental et est dans la région climatique  Lorraine, plateau de Langres, Morvan, caractérisée par un hiver rude (1,5 °C), des vents modérés et des brouillards fréquents en automne et hiver. 
Pour la période 1971-2000, la température annuelle moyenne est de 9,7 °C, avec une amplitude thermique annuelle de 16,9 °C. Le cumul annuel moyen de précipitations est de 800 mm, avec 11,9 jours de précipitations en janvier et 9,6 jours en juillet. Pour la période 1991-2020, la température moyenne annuelle observée sur la station météorologique de Météo-France la plus proche, « Lesse_sapc », sur la commune de Lesse à 13 km à vol d'oiseau, est de 10,7 °C et le cumul annuel moyen de précipitations est de 694,0 mm. 
La température maximale relevée sur cette station est de 40 °C, atteinte le 25 juillet 2019 ; la température minimale est de −20,7 °C, atteinte le 20 décembre 2009,,. 
Les paramètres climatiques de la commune ont été estimés pour le milieu du siècle (2041-2070) selon différents scénarios d'émission de gaz à effet de serre à partir des nouvelles projections climatiques de référence DRIAS-2020. Ils sont consultables sur un site spécial publié par Météo-France en novembre 2022.

## Urbanisme

### Typologie
Au 1er janvier 2024, Puzieux est catégorisée commune rurale à habitat dispersé, selon la nouvelle grille communale de densité à sept niveaux définie par l'Insee en 2022.
Elle est située hors unité urbaine. Par ailleurs la commune fait partie de l'aire d'attraction de Metz, dont elle est une commune de la couronne,. Cette aire, qui regroupe 245 communes, est catégorisée dans les aires de 200 000 à moins de 700 000 habitants,.

### Occupation des sols
L'occupation des sols de la commune, telle qu'elle ressort de la base de données européenne d’occupation biophysique des sols Corine Land Cover (CLC), est marquée par l'importance des territoires agricoles (98,5 % en 2018), en augmentation par rapport à 1990 (94,1 %). La répartition détaillée en 2018 est la suivante : 
terres arables (84,8 %), prairies (8,6 %), zones agricoles hétérogènes (5 %), forêts (1,5 %). L'évolution de l’occupation des sols de la commune et de ses infrastructures peut être observée sur les différentes représentations cartographiques du territoire : la carte de Cassini (XVIIIe siècle), la carte d'état-major (1820-1866) et les cartes ou photos aériennes de l'IGN pour la période actuelle (1950 à aujourd'hui).

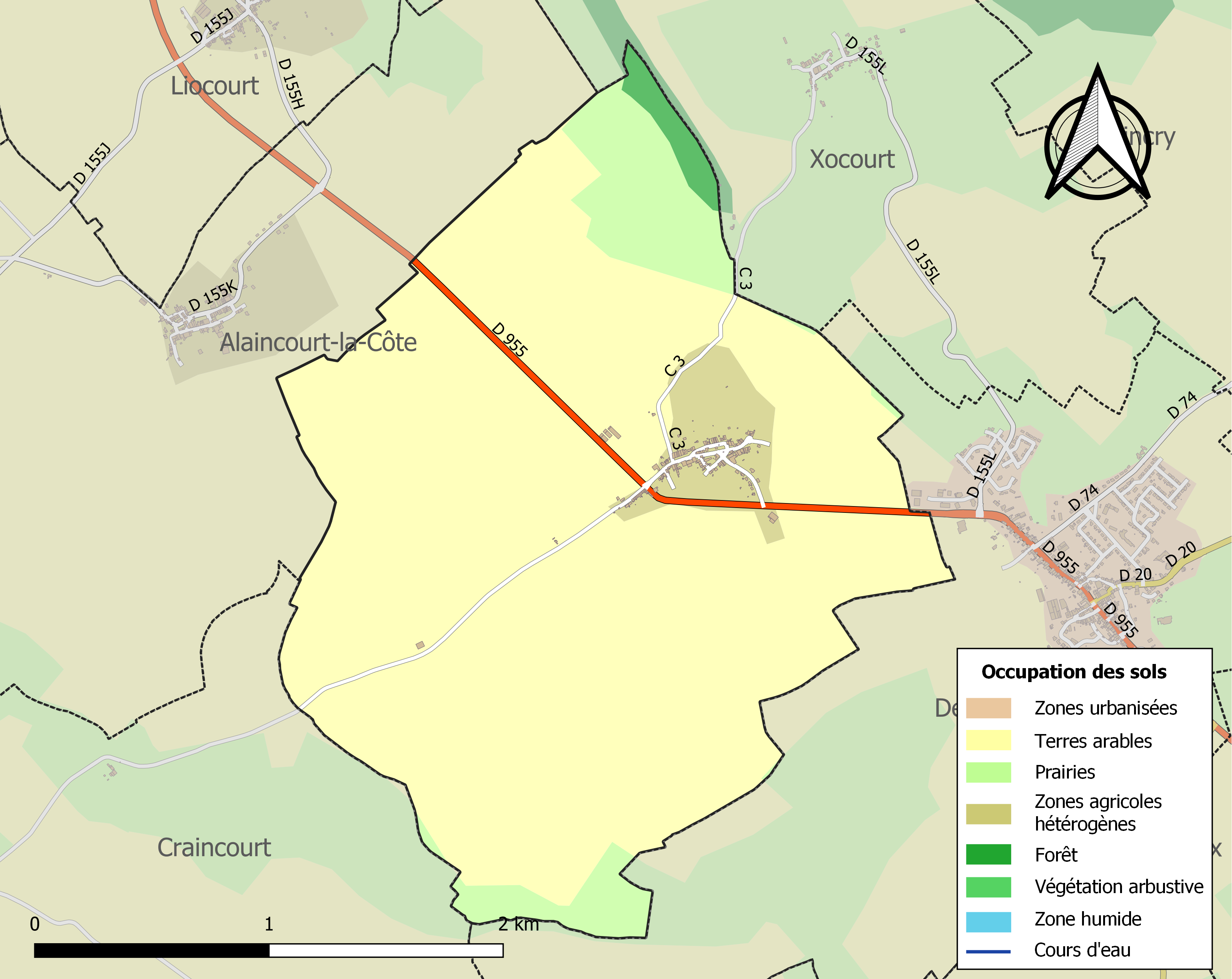
Carte des infrastructures et de l'occupation des sols de la commune en 2018 (CLC).

## Toponymie
- Puzeuz (1277), Puisieux (1505), Pusieuz (1566), Puxieux ou Puzieux (1719), Pussieux (1793), Puzieux (1801), Püschingen (1915–1918 et 1940–1944).

## Histoire
- Village du ban de Delme, possession successive des abbayes (abbaye de Prüm, Rettel, abbaye de Saint-Clément de Metz et de la primatiale cathédrale Notre-Dame-de-l'Annonciation de Nancy).
- Entièrement détruite au cours de la guerre de Trente Ans et abandonnée.
- Reconstruite au XVIIIe siècle
- De 1790 à 2015, Puzieux était une commune de l'ex-canton de Delme.
- Proche du front durant la Première guerre mondiale, la commune de 260 habitants comptera 4 de ses fils tombés au champ d'honneur et 8 victimes civiles.

## Politique et administration
| Période                                  | Période  | Identité         | Étiquette | Qualité |
| ---------------------------------------- | -------- | ---------------- | --------- | ------- |
| avant 1988                               | ?        | Yves Sornette    |           |         |
| mars 1995                                | 2014     | Gérard Sornette  |           |         |
| 2014                                     | mai 2020 | Jean-Luc Brogard |           |         |
| mai 2020                                 | En cours | Gaëlle Quenette  |           |         |
| Les données manquantes sont à compléter. |          |                  |           |         |

## Démographie
L'évolution du nombre d'habitants est connue à travers les recensements de la population effectués dans la commune depuis 1793. Pour les communes de moins de 10 000 habitants, une enquête de recensement portant sur toute la population est réalisée tous les cinq ans, les populations de référence des années intermédiaires étant quant à elles estimées par interpolation ou extrapolation. Pour la commune, le premier recensement exhaustif entrant dans le cadre du nouveau dispositif a été réalisé en 2005.

En 2022, la commune comptait 168 habitants, en évolution de −10,16 % par rapport à 2016 (Moselle : +0,52 %, France hors Mayotte : +2,11 %).
| 1793 | 1800 | 1806 | 1821 | 1831 | 1836 | 1841 | 1846 | 1851 |
| ---- | ---- | ---- | ---- | ---- | ---- | ---- | ---- | ---- |
| 324  | 328  | 346  | 343  | 361  | 354  | 362  | 361  | 383  |

| 1856 | 1861 | 1871 | 1875 | 1880 | 1885 | 1890 | 1895 | 1900 |
| ---- | ---- | ---- | ---- | ---- | ---- | ---- | ---- | ---- |
| 368  | 360  | 316  | 316  | 293  | 271  | 269  | 270  | 278  |

| 1905 | 1910 | 1921 | 1926 | 1931 | 1936 | 1946 | 1954 | 1962 |
| ---- | ---- | ---- | ---- | ---- | ---- | ---- | ---- | ---- |
| 287  | 260  | 232  | 230  | 216  | 217  | 168  | 170  | 160  |

| 1968 | 1975 | 1982 | 1990 | 1999 | 2005 | 2006 | 2010 | 2015 |
| ---- | ---- | ---- | ---- | ---- | ---- | ---- | ---- | ---- |
| 138  | 131  | 137  | 130  | 142  | 165  | 166  | 173  | 185  |

| 2020 | 2022 | - | - | - | - | - | - | - |
| ---- | ---- | - | - | - | - | - | - | - |
| 170  | 168  | - | - | - | - | - | - | - |

## Culture locale et patrimoine

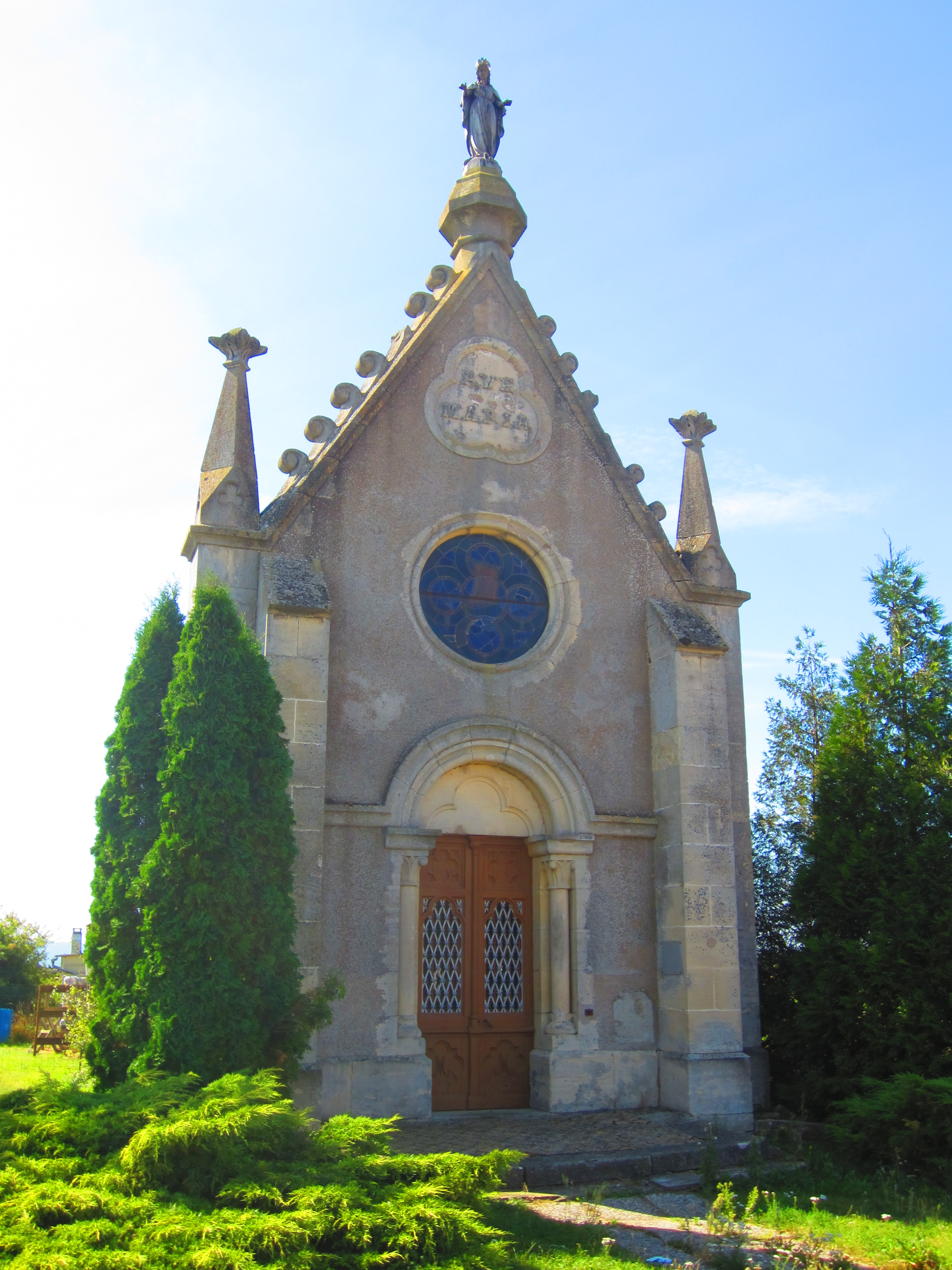
Chapelle Notre-Dame-de-la-Pitié.

### Lieux et monuments
- Passage de la voie romaine de Metz à Strasbourg.
- Fouilles sur la côte de Delme ; découverte d'un village gallo-romain à proximité de la voie romaine ; nombreux vestiges (au musée de Delme).

#### Édifices religieux
- Église Saint-Laurent 1843.
- Chapelle Notre-Dame-de-la-Pitié 1880.

### Héraldique
| Blason de Puzieux | Blason  | De gueules au gril d'or, le manche en haut, accompagné de douze besants du même en orle. |
| Blason de Puzieux | Détails | Le statut officiel du blason reste à déterminer.                                         |